# Diplacina antigone
Diplacina antigone är en trollsländeart som beskrevs av Maurits Anne Lieftinck 1933. Diplacina antigone ingår i släktet Diplacina och familjen segeltrollsländor. Inga underarter finns listade i Catalogue of Life.